# Stephen Allen Benson

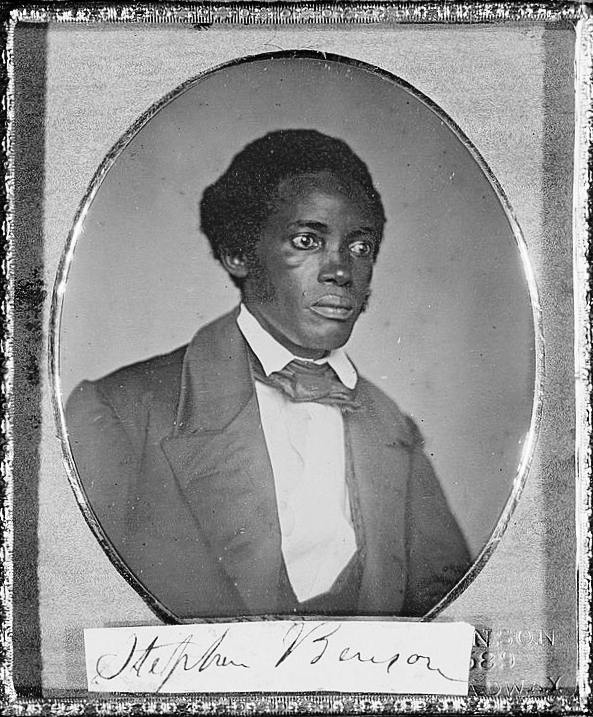
Stephen Allen Benson

Stephen Allen Benson (n. 21 mai 1816; m. 1865 la Grand Bassa County, Liberia) a fost al doilea președinte al Republicii Liberia (7 ian. 1856 - 4 ian. 1864).
A fost originar din Maryland, Statele Unite ale Americii. În 1822, familia sa a emigrat în Liberia, țară înființată numai cu câțiva ani mai devreme. La puțin timp după sosirea familiei, noul așezământ a fost atacat de baștinași, Benson și familia sa fiind tratați ca prizonieri timp de câteva luni.
Ca adult, a ajuns un prosper om de afaceri, în 1835 alăturându-se miliției locale. În 1842 a ajuns deputat în „Consiliul Colonial”. După proclamarea independenței de către congresul liberian a ajuns judecător (1847).
În 1853 președintele republicii Joseph J. Roberts l-a numit vicepreședinte și în 1856 Benson a ajuns chiar succesorul său. În 1857, noul șef de stat a ordonat anexarea coloniei Maryland din Africa de Vest de către  Liberia.
Tot în timpul președinției lui a avut loc recunoașterea Liberiei de către Statele Unite (1862); până la sfârșitul guvernării lui Liberia era deja recunoscută de cele mai multe țări. Tot în 1862 a întreprins o călătorie prin Europa. În Germania a făcut cunoștință cu Heinrich Brockhaus (fiul lui Friedrich Arnold Brockhaus).
Benson era foarte interesat de o bună colaborare cu populațiile indigene stând departe de zonele coastei. A stăpânit mai multe limbi vorbite de baștinași. După mandatul lui s-a retras la moșia sa de la Grand Bassa County unde a cultivat cafea. A murit la 49 de ani.